# Sparizione di Mirella Gregori

Mirella Gregori

La sparizione di Mirella Gregori, una ragazza italiana di 15 anni, avvenne il 7 maggio 1983 a Roma. Il fatto fu collegato alla sparizione di Emanuela Orlandi, cittadina vaticana anch'essa quindicenne che scomparve un mese e mezzo più tardi; tuttavia nel corso delle indagini si appurò che i due casi non avevano una matrice in comune. La ragazza non fu mai ritrovata.

## La scomparsa

### Cronologia dei fatti

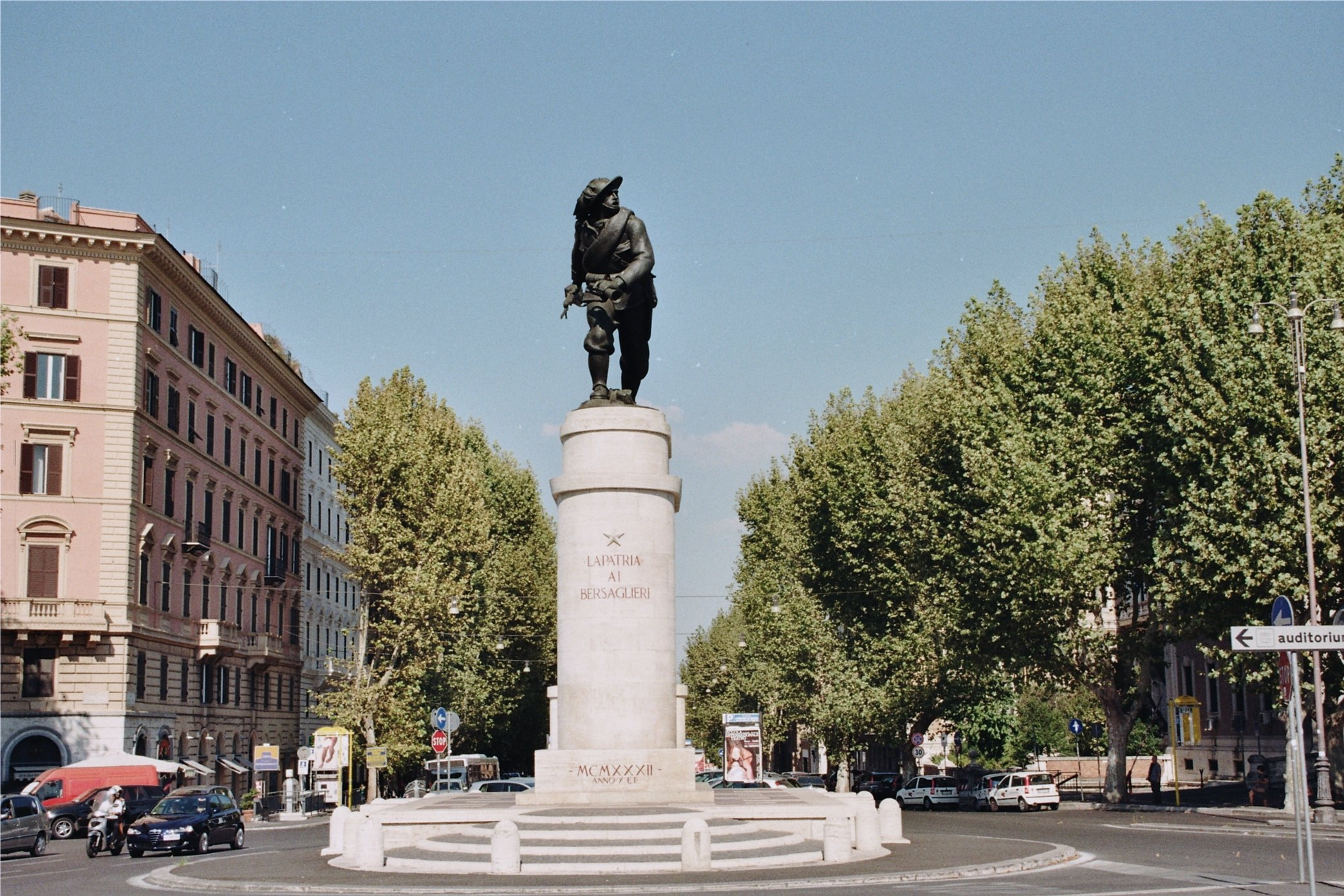
Il monumento al bersagliere nei pressi di Porta Pia e sullo sfondo via Nomentana, luogo del presunto appuntamento del 7 maggio 1983 di Mirella Gregori

Mirella Gregori, nata a Roma il 7 ottobre 1967 e figlia minore dei titolari del bar "Coppa d'Oro" all'angolo tra via Volturno e via Montebello, viveva con i suoi genitori in via Nomentana 91 ed era descritta da tutti come una ragazza assolutamente normale, che studiava con profitto in seconda superiore all'Istituto Commerciale femminile "Padre Reginaldo Giuliani" in via dell'Olmata, 4. 
Il giorno della scomparsa, la ragazza si recò regolarmente a scuola; terminate le lezioni alle 13:15 tornò a casa attorno alle 14.00, dopo essersi intrattenuta al "Bar Italia - Pizzeria da Baffo", in via Nomentana 81, situato sotto casa sua. La figlia dei gestori del bar, Sonia De Vito, era la migliore amica di Mirella e fu ascoltata nell'ambito delle successive indagini, dichiarò che avevano parlato del più e del meno e non seppe fornire altre informazioni.
Tornata a casa, Mirella fu chiamata al citofono da un sedicente amico, tale "Alessandro", alle cui richieste di uscire avrebbe risposto: «Chi sei? Se non mi dici chi sei non scendo!». Disse quindi alla madre che si trattava di Alessandro, un suo amico delle scuole medie, e che si erano dati appuntamento alle 15:30 al monumento al bersagliere di Porta Pia. Verso le 15:20 uscì di tutta fretta, dicendo alla madre che sarebbe scesa a salutare "Alessandro", aggiungendo che sarebbe tornata dopo 10 minuti. 
Non prese neanche la borsetta, segno che aveva intenzione di stare fuori per poco tempo, ma in realtà non sarebbe mai più tornata. Uscita di casa, Mirella entrò nel bar dei De Vito, dove lei e Sonia si chiusero nel bagno a parlare per circa 15 minuti (questa informazione fu data dalla stessa Sonia De Vito e confermata dal barista) quindi uscì dal locale e da quel momento si persero le sue tracce.

### Le prime ricerche
Non vedendo rincasare la figlia, la madre di Mirella cercò di mettersi in contatto con l'ex compagno di classe delle medie, Alessandro De Luca. Alle 20:30 Alessandro chiamò casa Gregori e disse che non la vedeva da due anni (fu poi appurato che in realtà l'ultima volta risaliva a cinque mesi prima). Ascoltato dagli inquirenti, disse che quel pomeriggio era altrove con degli amici. Fu quindi ipotizzato che la Gregori conoscesse chi la contattò al citofono e la indusse a dire una bugia alla madre per poter scendere da casa con una scusa.
Alle 22:00 la madre e la sorella di Mirella sporsero denuncia per scomparsa presso il Commissariato di Polizia di Porta Pia situato in via dei Villini, 28. Il primo articolo sulla scomparsa venne pubblicato su Il Messaggero l'11 maggio e in tutto furono pubblicati quattro articoli dal quotidiano romano, mentre L'Unità pubblicò due articoli il 4 e il 9 agosto, poi più nulla.
Agli inquirenti, Sonia De Vito - ultima persona ad aver visto Mirella - disse che questa dopo essere uscita dal bar si era recata nel parco di Villa Torlonia, dove aveva un appuntamento (quindi non a Porta Pia come detto alla madre), ma di non sapere altro. La De Vito sarà indagata per reticenza, venendo poi prosciolta nell'archiviazione della prima indagine. 

## Il collegamento al caso di Emanuela Orlandi
La scomparsa di Mirella Gregori venne associata per la prima volta a quella della coetanea Emanuela Orlandi, scomparsa anche lei a Roma il 22 giugno, 40 giorni dopo Mirella, il 4 agosto 1983, quando una sedicente organizzazione terroristica chiamata Fronte Liberazione Turco Anticristiano "Turkesh" rilasciò un comunicato all'ANSA di Milano in cui prometteva la liberazione di Emanuela Orlandi in cambio della liberazione di Mehmet Ali Ağca, il terrorista turco che il 13 maggio 1981 aveva sparato a Papa Giovanni Paolo II in Piazza San Pietro. Nello stesso comunicato Turkesh menzionava anche Mirella Gregori usando le parole: «Mirella Gregori? Vogliamo informazioni. A queste condizioni la libereremo». 
Nei comunicati e nelle telefonate successive, sia Turkesh che "l'Amerikano", il telefonista anonimo che da luglio si faceva portavoce dei presunti rapitori della Orlandi, confermarono di avere nelle proprie mani sia Emanuela sia Mirella Gregori. Da questo momento in poi il caso di Mirella Gregori fu ricollegato al caso di Emanuela Orlandi sia a livello investigativo sia nell'opinione pubblica. 
Il 28 agosto, nell'Angelus pronunciato da Castel Gandolfo, papa Giovanni Paolo II chiese nuovamente la liberazione di Emanuela Orlandi, come aveva già fatto in appelli precedenti, ma questa volta citò anche Mirella Gregori. Da quel momento, anche la famiglia Gregori si affidò all'assistenza legale dell'avvocato Gennaro Egidio, già assegnato alla famiglia Orlandi su indicazione del SISDE in quanto esperto di casi internazionali. Egidio si sarebbe occupato di ricevere le telefonate dei presunti rapitori e di farsi portavoce delle famiglie Orlandi e Gregori. 
Il 24 settembre "l'Amerikano" telefonò al bar dei Gregori ed elencò in maniera precisa gli abiti che Mirella indossava il giorno della scomparsa. Queste informazioni furono ritenute esatte dalla famiglia Gregori, segno che chiunque avesse chiamato fosse davvero entrato in contatto con la figlia. Nei comunicati successivi i presunti rapitori dichiararono che, mentre la Orlandi era stata rapita per fare pressioni sul Vaticano, la Gregori era stata rapita per chiedere al Presidente della Repubblica Italiana Sandro Pertini di rilasciare una dichiarazione pubblica, nonché di ordinare il rilascio di Ağca. Dopo diverse consultazioni con le famiglie Orlandi e Gregori e il loro legale Egidio, Pertini fece un pubblico appello il 20 ottobre 1983 per chiedere la liberazione delle due ragazze.
Il 27 ottobre "l'Amerikano", in una telefonata all'avvocato Egidio, riferì la morte di Mirella Gregori con le seguenti parole: «Per Mirella Gregori non abbiamo più nulla da fare. Prepara i genitori a questo. Non esiste più nessuna possibilità. Questo io ti dico», promettendo di restituire il corpo della ragazza entro Natale e di dare notizie certe entro un mese. Tuttavia, da allora non si seppe più nulla dai presunti rapitori. Nonostante le richieste di vario tipo, né l'Americano né il Fronte Turkesh furono mai in grado di fornire prove che dimostrassero di avere nelle proprie mani le due ragazze. L'unico elemento ritenuto degno di credibilità fu la telefonata dell'"Amerikano", in cui questo elencava gli abiti di Mirella.
Nella sentenza di archiviazione della prima inchiesta sui casi Orlandi e Gregori del 19 dicembre 1997, la giudice Adele Rando scrisse espressamente che «l'accostamento dei due casi è arbitrario e del tutto strumentale». In 14 anni di inchiesta, infatti, non fu trovato alcun riscontro su un possibile collegamento tra i due casi.
Fu in seguito ipotizzato che l'accostamento del caso Gregori al caso Orlandi fosse stato ideato dai responsabili della sparizione della Orlandi dopo che il 1º agosto 1983 sulla rivista Panorama uscì un'editoriale intitolato "Emanuela e le altre" che, parlando del caso Orlandi, citava altri casi di ragazze scomparse a Roma in quel periodo. Nell'articolo era citato anche il caso di Mirella Gregori, corredato da una fotografia di Mirella con Papa Giovanni Paolo II, in occasione di una visita della sua classe al pontefice. Il primo comunicato di Turkesh in cui si citò per la prima volta anche la Gregori, infatti, è del 4 agosto, tre giorni dopo l'articolo.

## Indagini e sospetti
La madre riferì che la figlia poco prima di sparire si vantò con lei di essere in grado di trovare il denaro necessario all'acquisto di un appartamento che i genitori non si potevano permettere; tale uscita fu tuttavia liquidata come una spacconeria adolescenziale. Anni dopo, nel 2002, l'avvocato Gennaro Egidio, ormai in pensione, confidò in un'intervista registrata al giornalista Pino Nicotri che questa frase pronunciata da Mirella poteva essere segno che la ragazza potesse essere entrata a far parte di «qualche giro molto strano».

### Raoul Bonarelli
La madre di Mirella Gregori, durante una visita del Papa alla Chiesa di San Giuseppe a via Nomentana il 15 dicembre 1985, riconobbe in un uomo della gendarmeria vaticana facente parte della scorta, Raoul Bonarelli, una persona che spesso si intratteneva con la figlia e una sua amica in un bar vicino a casa. Nell'ottobre del 1993 la signora fu messa a confronto con Bonarelli: confermò le proprie dichiarazioni, ma non riconobbe il funzionario della gendarmeria vaticana; non era più sicura nonostante poche settimane prima in un'intervista a Il Tempo si fosse detta certa dell'identità dell'uomo. Bonarelli fu assolto nel 1997 e ritenuto estraneo ai fatti. In futuro la sorella Maria Antonietta nella puntata di Scomparsi dedicata a Mirella criticherà la cosa, facendo notare come fecero passare ben otto anni prima di effettuare tale confronto, e che questo sia avvenuto pure poco prima che la signora morisse.

### Le indagini a Sant'Apollinare
L'11 luglio 2005 alla redazione del programma Chi l'ha visto?, in onda su Rai 3, arrivò una telefonata anonima in cui si diceva che per risolvere il caso di Emanuela Orlandi era necessario andare a vedere chi è sepolto nella basilica di Sant'Apollinare e controllare «del favore che Renatino fece al cardinal Poletti». Renatino si rivelò essere Enrico De Pedis, uno dei boss della Banda della Magliana. Nella telefonata integrale, dopo le rivelazioni sulla tomba di De Pedis e del cardinal Poletti, la voce aggiungeva: «E chiedete al barista di via Montebello, che pure la figlia stava con lei...con l'altra Emanuela». È probabile che l'uomo si riferisse al bar della famiglia di Mirella Gregori, sito per l'esattezza in via Volturno all'angolo con via Montebello.
Nel luglio 2010 è stato dato dal Vicariato di Roma il via libera all'ispezione della tomba di De Pedis nella basilica di Sant'Apollinare ed è stato disposto il prelievo del DNA sul fratello di De Pedis, sui familiari di Emanuela e anche su Antonietta Gregori, sorella di Mirella. Il 14 maggio 2012 è stata riesumata e aperta la tomba di Enrico De Pedis, detto "Renatino", ma al suo interno era presente unicamente la salma del defunto che, per espresso desiderio dei familiari, è stata cremata. Dopo ulteriore scavo più approfondito sul posto vennero trovate solo nicchie con resti di ossa risalenti al periodo napoleonico; non verranno trovate però tracce del DNA né di Emanuela né di Mirella.

### L'ipotesi del serial killer
Negli anni 2000 il magistrato Otello Lupacchini e il giornalista Max Parisi, dopo aver condotto uno studio su dodici casi di ragazze scomparse e uccise a Roma tra il 1982 e il 1990, suggerirono l'ipotesi che sia Mirella Gregori che Emanuela Orlandi fossero state adescate e uccise dallo stesso serial killer che in quegli anni avrebbe causato la morte di altre dieci ragazze, tutte riconducibili a una specifica zona di Roma e con modalità di assassinio molto simili tra di loro. Tra le altre ragazze uccise da questo assassino ci sarebbero anche gli altri noti casi irrisolti di Katy Skerl e Simonetta Cesaroni. La Orlandi e la Gregori, tuttavia, sarebbero le uniche due vittime di cui il serial killer non avrebbe fatto ritrovare il corpo.

### Il presunto ruolo di Marco Accetti
Nell'aprile 2013, nel corso della seconda inchiesta sulla sparizione di Emanuela Orlandi, il fotografo Marco Fassoni Accetti, già condannato per aver investito e ucciso il 20 dicembre 1983 il giovane Josè Garramon di 12 anni, si autoaccusò di essere uno dei rapitori di Emanuela Orlandi e inoltre aggiunse di aver avuto un ruolo anche nella scomparsa di Mirella Gregori, il cui rapimento – secondo lui – era legato a quello della Orlandi. Accetti disse inoltre di essere stato lui l'anonimo telefonista noto come "Amerikano" e aggiunse che i rapimenti della Orlandi e della Gregori facevano parte di una serie di ricatti in una lotta tra fazioni avverse all'interno del Vaticano per influenzare la politica anticomunista di papa Giovanni Paolo II. A detta di Accetti, sia la Gregori che la Orlandi erano d'accordo sull'allontanamento – che nei piani originali doveva essere temporaneo – e che quindi non furono materialmente sequestrate, ma indotte a sparire da casa per qualche giorno.
Nel corso delle indagini, anche se venivano evidenziati "inquietanti riscontri" dall'allora titolare dell'inchiesta Giancarlo Capaldo, la Procura di Roma decise di archiviare l'indagine. La stessa archiviazione fu però un fatto inusuale, in quanto operata dal Procuratore capo Giuseppe Pignatone che la sottrasse al titolare Capaldo, e che successivamente propense per chiudere il caso archiviandolo.
Una prima perizia fonica dimostrò, tuttavia, che la voce dell'"Amerikano" che il 24 settembre 1983 telefonò al bar dei Gregori elencando in maniera precisa l'abbigliamento di Mirella il giorno della scomparsa apparteneva effettivamente ad Accetti.
Il 9 maggio 2024 è stata pubblicata dal Corriere della Sera'x una nuova perizia fonica sulla voce di Marco Accetti.
Il ricercatore Marco Arcuri, esperto di intelligenza artificiale, ha comparato la voce di Accetti del 2024 con la voce del telefonista del 1983. 
Nello specifico sono state analizzate le chiamate di "Mario", della prima e della seconda chiamata dell'"Americano" in casa Orlandi, e infine la chiamata alla Segreteria di Stato Vaticana, indirizzata al cardinale Casaroli (all'epoca Segretario di Stato). È stata evidenziata un forte similitudine tra la voce di Marco Accetti e quella dei telefonisti del 1983 dipanando – quasi certamente – ogni dubbio sull'identità del telefonista, riconducendola con molta probabilità, a quella di Accetti.

### Il presunto coinvolgimento della banda della Magliana
Nell'ottobre del 2015 il GIP, su richiesta della Procura e per mancanza di prove consistenti, ha disposto l'archiviazione dell'inchiesta sulle sparizioni di Emanuela Orlandi e Mirella Gregori, del 2006 avviata in seguito alle dichiarazioni di Sabrina Minardi, ex compagna del boss della Banda della Magliana Enrico De Pedis, e che vedeva sei indagati per concorso in omicidio e sequestro di persona: monsignor Pietro Vergari, Sergio Virtù (autista del boss), Angelo Cassani detto Ciletto, Gianfranco Cerboni detto Giggetto, Sabrina Minardi e Marco Accetti.

### L'appunto del SISDE
Nel 2016 il giornalista Tommaso Nelli, nel corso di un'inchiesta sul caso Orlandi, trovò tra i documenti giudiziari del caso Orlandi custoditi nell'archivio della Procura della Repubblica di Roma, un appunto del SISDE, datato 31 ottobre 1983, stilato da un agente del SISDE incaricato di controllare il bar dei De Vito, sotto casa dei Gregori. Nell'appunto, l'agente riporta una conversazione tra Sonia De Vito e una sua amica in cui la De Vito lascia intendere di essere al corrente dell'uomo che avrebbe rapito Mirella usando le seguenti parole: «Certo, lui ci conosceva, contrariamente a noi che non lo conoscevamo...quindi poteva fare quello che voleva. Come ha preso Mirella poteva prendere anche me, visto che andavamo insieme». Alcuni hanno visto in queste parole un indizio di una possibile conoscenza della De Vito dei retroscena del rapimento dell'amica, mentre secondo altri potrebbe essere semplicemente una generica frase che esprimeva preoccupazione.
Il documento sarebbe stato trasferito alla Procura di Roma nel 2013, tra i documenti dei servizi messi a disposizione delle indagini. Nonostante lo abbiano avuto in mano per più di un anno, i magistrati dell'ultima inchiesta giudiziaria non hanno però approfondito le informazioni del documento.

## Le inchieste del 2023
A fine marzo 2023, poco dopo l'apertura della prima inchiesta del Vaticano sulla scomparsa di Emanuela Orlandi, il Parlamento italiano inizia un processo per l'istituzione di una commissione parlamentare bicamerale d'inchiesta sulla sparizione di Emanuela Orlandi e anche di Mirella Gregori. La proposta della Commissione è approvata subito all'unanimità alla Camera dei deputati ma incontra alcune difficoltà in Senato, soprattutto dopo che il promotore di giustizia vaticana Diddi aveva definito un'eventuale commissione un'"intromissione perniciosa" nelle indagini vaticane. La Commissione è stata poi approvata anche in Senato il 27 giugno dello stesso anno, e istituita con la legge 4 dicembre 2023, n. 202.